# Юніон Тауншип (округ Кроуфорд, Пенсільванія)
Юніон Тауншип (англ. Union Township) — селище (англ. township) в США, в окрузі Кроуфорд штату Пенсільванія. Населення — 857 осіб (2020).

## Демографія
Згідно з переписом 2010 року, у селищі мешкало 1010 осіб у 436 домогосподарствах у складі 283 родин. Було 484 помешкання
Расовий склад населення:
| - 97,2 % — білих - 0,9 % — чорних або афроамериканців - 0,8 % — корінних американців - 0,1 % — азіатів |

До двох чи більше рас належало 1,0 %. Частка іспаномовних становила 0,3 % від усіх жителів.
За віковим діапазоном населення розподілялося таким чином: 21,7 % — особи молодші 18 років, 61,1 % — особи у віці 18—64 років, 17,2 % — особи у віці 65 років та старші. Медіана віку мешканця становила 45,1 року. На 100 осіб жіночої статі у селищі припадало 95,4 чоловіків;  на 100 жінок у віці від 18 років та старших — 94,8 чоловіків також старших 18 років.
Середній дохід на одне домашнє господарство  становив 76 139 доларів США (медіана — 56 250), а середній дохід на одну сім'ю — 90 645 доларів (медіана — 63 828). Медіана доходів становила 41 522 долари для чоловіків та 34 659 доларів для жінок. За межею бідності перебувало 4,6 % осіб, у тому числі 8,5 % дітей у віці до 18 років та 0,0 % осіб у віці 65 років та старших.
Цивільне працевлаштоване населення становило 454 особи. Основні галузі зайнятості: виробництво — 24,7 %, освіта, охорона здоров'я та соціальна допомога — 22,2 %, роздрібна торгівля — 11,2 %, будівництво — 7,7 %.